# Niko Stefani
Niko Stefani je albánský fotograf z vesnice Dardhe v Korçë. Narodil se do fotografické rodiny, jeho otec a strýc pocházeli z Ameriky, kde se naučili fotografické profesi. Později otevřel ateliér a studio v Tiraně.